# Saint-Georges-sur-la-Prée
 Saint-Georges-sur-la-Prée  es una población y comuna francesa, situada en la región de  Centro, departamento de Cher, en el distrito de Vierzon y cantón de Graçay.

## Demografía
| 404 | 401 | 347 | 367 | 590 | 601 |
| Para los censos de 1962 a 1999 la población legal corresponde a la población sin duplicidades (Fuente: INSEE [Consultar]) |     |     |     |     |     |